# Acanthomyops pubescens
Acanthomyops pubescens är en myrart som först beskrevs av William F. Buren 1942.  Acanthomyops pubescens ingår i släktet Acanthomyops och familjen myror. Inga underarter finns listade i Catalogue of Life.